# Mycobernardia
Mycobernardia is een monotypisch geslacht van schimmels behorend tot de familie Corticiaceae. Het geslacht kent slecht een soort, namelijk het berijpt reprosteeltje (Mycobernardia incrustans).